# Jon Aberasturi
Jon Aberasturi Izaga (Vitoria-Gasteiz, 28 maart 1989) is een Spaans-Baskisch wielrenner die anno 2024 rijdt voor Euskaltel-Euskadi.

## Carrière
In 2013 reed Aberasturi voor World Tour-team Euskaltel Euskadi, maar na het stoppen van die ploeg wist Aberasturi geen ploeg op hetzelfde niveau te vinden. Hij besloot terug te keren naar Euskadi, de ploeg waarvoor hij tussen 2010 en 2012 al drie seizoenen had gekoerst. Nadat ook die ploeg er na 2014 mee stopte, zat de Bask in 2015 zonder team. Hij vertrok naar Mexico en sloot zich daar aan bij de amateurploeg Dym Jess Tlaxcala. Namens die ploeg won hij een etappe in de Ronde van Oaxaca, die niet op de UCI-kalender staat, en werd hij tweede in de laatste etappe van de Ronde van Mexico.
Voor het seizoen 2016 tekende Aberasturi een contract bij het Japanse Team Ukyo. Na een tweede plaats in de laatste etappe van de Ronde van Iran vertrok hij met zijn ploeg naar Japan om deel te nemen aan de Ronde van Japan. Hier werd Aberasturi achtereenvolgens vijfde in de proloog, vierde in de tweede etappe, en tweede in de derde etappe alvorens niet te finishen in de vierde etappe. Vanwege die opgave kon hij starten in de Ronde van Korea, die zou starten op de laatste dag van de Ronde van Japan. In Zuid-Korea wist Aberasturi de massasprint in de eerste etappe te winnen, voor Brenton Jones en Seo Joon-yong. In de Ronde van Kumano wist hij in drie van de vier etappes in de top vijf te eindigen, waardoor hij het puntenklassement op zijn naam mocht schrijven. In de Ronde van Hokkaido, die in september startte, won Aberasturi de proloog.
In april 2017 won Aberasturi de derde etappe en het puntenklassement in de Ronde van Thailand. In de Ronde van Japan eindigde hij viermaal op rij bij de beste vier renners, waarvan hij eenmaal won. In zowel de Ronde van Korea als de Ronde van het Qinghaimeer won hij twee etappes. In de vijfde etappe van de Ronde van het Taihu-meer versloeg hij Jakub Mareczko, die de voorgaande drie etappes had gewonnen, in een massasprint. Ook in de eerste etappe van de Ronde van Hainan versloeg hij Mareczko in een massasprint. Een dag later nam de Italiaan de leiderstrui wel van hem over.
In 2018 maakte Aberasturi de overstap naar Euskadi Basque Country-Murias. Hij bleef hier slechts een jaar, waarin hij enkel de eerste etappe van de Ronde van Aragon won. In 2019 reed de Bask voor Caja Rural-Seguros RGA en won hij de tweede etappe van de Boucles de la Mayenne. Hij zou hier uiteindelijk ook het puntenklassement op zijn naam schrijven. Na winst in de Circuito de Getxo en etappewinst in de Ronde van Burgos stond Aberasturi in augustus aan de start van de Ronde van Spanje. Zowel in de derde als in de laatste etappe werd hij vierde, zijn beste klassering in de grote ronde.

## Overwinningen
2011
1e etappe GP Costa Azul
2014
1e etappe Ronde van Gironde (ploegentijdrit)
2016
1e etappe Ronde van Korea
Puntenklassement Ronde van Kumano
Proloog Ronde van Hokkaido
2017
3e etappe Ronde van Thailand
Puntenklassement Ronde van Thailand
4e etappe Ronde van Japan
1e en 4e etappe Ronde van Korea
1e en 5e etappe Ronde van het Qinghaimeer
5e etappe Ronde van het Taihu-meer
1e etappe Ronde van Hainan
2018
1e etappe Ronde van Aragon
Puntenklassement Ronde van Aragon
2019
2e etappe Boucles de la Mayenne
Puntenklassement Boucles de la Mayenne
Circuito de Getxo
2e etappe Ronde van Burgos
2020
1e etappe Ronde van Hongarije
2021
3e etappe Ronde van Slovenië

## Resultaten in voornaamste wedstrijden
| Jaar | Ronde van Italië | Ronde van Frankrijk | Ronde van Spanje |
| ---- | ---------------- | ------------------- | ---------------- |
| 2013 |                  |                     |                  |
| 2014 |                  |                     |                  |
| 2015 |                  |                     |                  |
| 2016 |                  |                     |                  |
| 2017 |                  |                     |                  |
| 2018 |                  |                     | 146e             |
| 2019 |                  |                     | 140e             |
| 2020 |                  |                     | 117e             |
| 2021 |                  |                     | 132e             |
| 2022 |                  |                     |                  |
| 2023 |                  |                     |                  |
| 2024 |                  |                     | opgave           |

| Jaar | Parijs-Tours | Handzame Classic |
| ---- | ------------ | ---------------- |
| 2013 | 8e           | 83e              |
| 2014 |              |                  |
| 2015 |              |                  |
| 2016 |              |                  |
| 2017 |              |                  |
| 2018 | 64e          |                  |
| 2019 |              |                  |
| 2020 | 36e          |                  |
| 2021 |              |                  |
| 2022 |              |                  |
| 2023 |              |                  |
| 2024 |              |                  |

## Ploegen
- 2010 –  Orbea
- 2011 –  Orbea Continental
- 2012 –  Orbea Continental
- 2013 –  Euskaltel Euskadi
- 2014 –  Euskadi
- 2016 –  Team Ukyo
- 2017 –  Team Ukyo
- 2018 –  Euskadi Basque Country-Murias
- 2019 –  Caja Rural-Seguros RGA
- 2020 –  Caja Rural-Seguros RGA
- 2021 –  Caja Rural-Seguros RGA
- 2022 –  Trek-Segafredo
- 2023 –  Trek-Segafredo
- 2024 –  Euskaltel-Euskadi
- 2025 –  Euskaltel-Euskadi

Aberasturi · Bagües · Barbero · Bizkarra · Blázquez · Etxebarria · Fraile · Merino · Orbe · Zabalo · Zuazubiskar
Aberasturi ·
Antón ·
Astarloza ·
Azanza ·
Bilbao ·
Bravo ·
Chaoufi (tot 12/08) ·
García ·
G. Izagirre ·
J. Izagirre ·
Kocjan ·
Landa ·
Lobato ·
Martínez ·
Mestre ·
Mínguez ·
Nieve ·
Oroz ·
Pérez ·
Radochla ·
Sáez de Arregui ·
Sánchez ·
Schulze ·
Serebrjakov (tot 06/04) ·
Sicard ·
Tamouridis ·
Txurruka ·
Urtasun ·
Verdugo ·
Vrečer
Aberasturi · Aristi · Barbero · Etxeberria · Iturria · Larrinaga · Lechuga · Mínguez · Orbe · Txoperena · Zuazubiskar · Irisarri (stagiair) · San Sebastián (stagiair)
Aberasturi · Aristi · Bagües · Barceló · Barrenetxea · Barthe · Bizkarra · Bravo · González · Irizar · Iturria · Loubet · Prades · Ó. Rodríguez · S. Rodríguez · Sáez · Samitier · Sanz · Txoperena · Udondo
Aberasturi · Amezqueta · Aranburu · Banaszek · Cañellas · Cepeda · Tsjernetski · Cuadros · Gonçalves · González · Irisarri · Lastra · Malucelli · Molina · Mora · Moreira · Nicolau · Pardilla · Rodríguez · Serrano · Soto · Lazkano (stagiair) · Martín (stagiair) · Pascual (stagiair)
Aberasturi · Baroncini · Bernard · Brambilla · Brustenga · Cataldo · Ciccone · Egholm · Elissonde · Gallopin · Gebreigzabhier· Hellemose · Hoelgaard · Hoole · Kamp · Kirsch · Liepiņš · López · Mollema · Mosca · Moschetti · Pedersen · Pellaud · Simmons · Skjelmose Jensen · Skujiņš · Stuyven · Theuns · Tiberi · Tolhoek · Vergaerde · Nys (stagiair) · Vacek (stagiair)
Aberasturi · Baroncini · Bernard · Brustenga · Cataldo · Ciccone · Elissonde · Gallopin · Gebreigzabhier · Hellemose · Hoelgaard · Hoole · Kirsch · Liepiņš · López · Mollema · Mosca · Nys · Mad.Pedersen · Simmons · Skjelmose · Skujiņš · Stuyven · Tesfatsion · Theuns · Tiberi (tot 28/4) · Tolhoek · Vacek · Vergaerde · Aebersold (stagiair) · Mar.Pedersen (stagiair) · Teutenberg (stagiair)
Aberasturi · Alustiza · Azparren · Azurmendi (tot 15/4) · Berasategi · Bizkarra · Bonillo · Bou · Cañellas · Cuadrado · de la Parte · Etxeberria · Fouché · Isasa · Iturria · Juaristi · López de Abetxuko · Martín · Maté · Mintegi · Zubeldia · Ganzabal (stagiair)